# Plectrohyla labedactyla
Plectrohyla labedactyla är en groddjursart som först beskrevs av Joseph R. Mendelson och Kevin R. Toal 1996.  Plectrohyla labedactyla ingår i släktet Plectrohyla och familjen lövgrodor. IUCN kategoriserar arten globalt som otillräckligt studerad. Inga underarter finns listade i Catalogue of Life.